# Cerro Bernal
Cerro Bernal är ett berg i Mexiko.   Det ligger i kommunen Ezequiel Montes och delstaten Querétaro Arteaga, i den centrala delen av landet, 170 km nordväst om huvudstaden Mexico City. Toppen på Cerro Bernal är 2 220 meter över havet.
Terrängen runt Cerro Bernal är kuperad åt nordväst, men åt sydost är den platt. Runt Cerro Bernal är det ganska tätbefolkat, med 83 invånare per kvadratkilometer. Närmaste större samhälle är Ajuchitlán, 9,1 km sydväst om Cerro Bernal. Trakten runt Cerro Bernal består till största delen av jordbruksmark.